# Itamira
Itamira é um distrito do município de Ponto Belo, no Espírito Santo . O distrito possui  cerca de 2 000 habitantes e está situado na região sul do município .
Situa-se neste distrito, a Igreja Nossa Senhora do Perpétuo Socorro, com mais de 50 anos de história. A igreja é uma das construções mais antigas do município de Ponto Belo. Se encontra preservadas no local, características da época de sua construção, como o piso e o altar.